# A Dominikai Köztársaság az 1976. évi nyári olimpiai játékokon
A Dominikai Köztársaság a kanadai Montréalban megrendezett 1976. évi nyári olimpiai játékok egyik részt vevő nemzete volt. Az országot az olimpián 3 sportágban 10 sportoló képviselte, akik érmet nem szereztek.

## Atlétika
Férfi
| Versenyző       | Versenyszám | Előfutam | Előfutam | Előfutam | Elődöntő | Elődöntő | Elődöntő | Döntő   | Döntő    |
| Versenyző       | Versenyszám | Idő      | Hely.    | Össz.    | Idő      | Hely.    | Össz.    | Idő     | Helyezés |
| --------------- | ----------- | -------- | -------- | -------- | -------- | -------- | -------- | ------- | -------- |
| Francisco Solis | 800 m       | 1:55,56  | 6.       | 38.      | kiesett  | kiesett  | kiesett  | kiesett | kiesett  |

Női
| Versenyző       | Versenyszám | Előfutam | Előfutam | Előfutam | Negyeddöntő | Negyeddöntő | Negyeddöntő | Elődöntő | Elődöntő | Elődöntő | Döntő   | Döntő    |
| Versenyző       | Versenyszám | Idő      | Hely.    | Össz.    | Idő         | Hely.       | Össz.       | Idő      | Hely.    | Össz.    | Idő     | Helyezés |
| --------------- | ----------- | -------- | -------- | -------- | ----------- | ----------- | ----------- | -------- | -------- | -------- | ------- | -------- |
| Divina Estrella | 100 m       | 12,12    | 6.       | 36.      | kiesett     | kiesett     | kiesett     | kiesett  | kiesett  | kiesett  | kiesett | kiesett  |
| Divina Estrella | 200 m       | 24,95    | 6.       | 34.      | kiesett     | kiesett     | kiesett     | kiesett  | kiesett  | kiesett  | kiesett | kiesett  |

## Ökölvívás
| Versenyző          | Versenyszám   | Selejtező         | 32-es főtábla                      | Nyolcaddöntő                 | Negyeddöntő       | Elődöntő          | Döntő             | Helyezés |
| Versenyző          | Versenyszám   | Ellenfél Eredmény | Ellenfél Eredmény                  | Ellenfél Eredmény            | Ellenfél Eredmény | Ellenfél Eredmény | Ellenfél Eredmény | Helyezés |
| ------------------ | ------------- | ----------------- | ---------------------------------- | ---------------------------- | ----------------- | ----------------- | ----------------- | -------- |
| Eleoncio Mercedes  | Papírsúly     |                   | Olekszandr Tkacsenko (URS) · RSC   | kiesett                      | kiesett           | kiesett           | kiesett           | 17.      |
| Francisco Sánchez  | Harmatsúly    | erőnyerő          | Isigaki Hitosi (JPN) · kizárták    | kiesett                      | kiesett           | kiesett           | kiesett           | 15.      |
| Gustavo de la Cruz | Pehelysúly    | erőnyerő          | Rumen Pesev (BUL) · 5-0            | Bratislav Ristić (YUG) · 1-4 | kiesett           | kiesett           | kiesett           | 9.       |
| Jesús Sánchez      | Kisváltósúly  | erőnyerő          | Mark Harris (GUY) · nem vett részt | Andrés Aldama (CUB) · RSC    | kiesett           | kiesett           | kiesett           | 9.       |
| José Vallejo       | Váltósúly     | erőnyerő          | Reinhard Skricek (FRG) · 0-5       | kiesett                      | kiesett           | kiesett           | kiesett           | 17.      |
| Jorge Amparo       | Nagyváltósúly |                   | Leo Vainonen (SWE) · 1-4           | kiesett                      | kiesett           | kiesett           | kiesett           | 17.      |

## Súlyemelés
| Versenyző             | Versenyszám | Szakítás                 | Szakítás                 | Lökés    | Lökés    | Összesen | Helyezés |
| Versenyző             | Versenyszám | Eredmény                 | Helyezés                 | Eredmény | Helyezés | Összesen | Helyezés |
| --------------------- | ----------- | ------------------------ | ------------------------ | -------- | -------- | -------- | -------- |
| San Lázaro de la Cruz | 52 kg       | érvényes kísérlet nélkül | érvényes kísérlet nélkül | kiesett  | kiesett  | kiesett  | kiesett  |
| Rafael Ortega         | 52 kg       | érvényes kísérlet nélkül | érvényes kísérlet nélkül | kiesett  | kiesett  | kiesett  | kiesett  |